# Autoklub České republiky
Autoklub České republiky (zkráceně Autoklub ČR nebo AČR) je českým dobrovolným občanským spolkem zájemců o motorismus.
Sídlí v Praze v Opletalově ulici, naproti hlavnímu nádraží.

## Historie
Český autoklub vznikl, podobně jako v jiných zemích, v době počínajícího motorismu, který dosud nebyl legislativně regulován. První zárodky motoristických klubů vznikaly v rámci velocipedistických (cyklistických) klubů. Autokluby, včetně českého, byly partnery výrobců motorových vozidel, ale významně se podílely také na vzniku prvních systémů dopravního značení, evidence a označování vozidel, kvalifikačních a technických požadavků na vozidla a řidiče atd. Některé z nich byly přímo pověřeny vydáváním řidičských průkazů, různých povolení a certifikátů nebo rozmisťováním dopravních značek.
Od roku 1905 vznikaly na území pozdějšího Československa souběžně místní německé automobilistické kluby.
Významnou postavou stojící u založení Českého klubu automobilistů byl stavitel Josef Rosenberg. Ten ve svém prohlášení z listopadu 1903 autoklub považoval za seskupení vlastníků motorových vozů, kteří „nepokládají automobil pouze za sportovní, ale za seriosní dopravní prostředek.“
V únoru 1904 se konala ustavující valná hromada Českého klubu motocyklistů. V březnu 1904 proběhla ustavující valná hromada Českého klubu automobilistů (ČCA). V roce 1910 oba kluby splynuly a dále působily pod názvem Český klub automobilistů. Dne 30. června 1919 valná hromada přejmenovala klub na Československý klub automobilistů (ČsKA). Na mimořádné valné hromadě 8. března 1922 došlo k nové úpravě názvu na Autoklub Republiky Československé (ARČ, AKRČs). S Autoklubem byly sdružené některé automobilové a motocyklové kluby v takzvaném Kartel Autoklubu RČS a klubů sdružených, patřil mezi ně např. Československý Automobilový klub pro Moravu a Slezsko v Brně.
Klub se výrazně podílel na pořádání a organizování sportovních akcí. V roce 1925 zakoupil dům v Lutzově, nyní Opletalově ulici, který je dodnes jeho sídlem. Budova byla po přestavbě slavnostně otevřena 25. března 1929. Na dobu 2. světové války byla činnost klubu přerušena, v roce 1945 obnovena, roku 1948 opět zakázána a roku 1990 obnovena. Po rozdělení Československa v roce 1993 byl název změněn na Autoklub České republiky (AČR). V roce 2016 AČR má přes 10.000 členů sdružených v téměř 700 místních klubech. Prezidentem sdružení byl od jeho založení v roce 1990 do roku 2016 Roman Ječmínek. 19. listopadu 2016 byl zvolen novým prezidentem právník Jan Šťovíček.

## Činnost
Začátkem 20. let 20. století zaslal Autoklub ministerstvu veřejných prací komplexní návrh na orientační značení veřejných silnic Z tohoto návrhu vyšlo ministerstvo pří přípravě úpravy dopravního značení a návrh podobného znění předložilo k posouzení vládě. Rámcově počítalo s tím, že by značení upravoval samostatný zákon. Návrh však narazil na řadu obtíží převážně finančního charakteru, což vyústilo v jeho zamítnutí.
V roce 1928 Autoklub Republiky Československé zaslal ministerstvu veřejných prací ČSR nabídku na provedení dopravního značení a ministerstvem byla jeho nabídka vybrána k realizaci. V březnu 1928 byly s Autoklubem dojednány podmínky a 11. května 1928 uzavřelo ministerstvo veřejných prací s Autoklubem dohodu, podle které měl po dobu 10 let za správu státních silnic stavět, udržovat a opravovat výstražné a orientační tabulky a značení obcí a měst. Nové značení mělo být provedeno do tří let od uzavření smlouvy, náklad na osazení 7000 značek byl rámcově odhadnut na 2,4 milionu Kč a protože se předpokládalo, že v době platnosti smlouvy budou muset být značky vyměněny, celkový odhad byl 5 milionů Kč. Za to, že Autoklub tutu částku do značení investoval, získal výhradní právo na umisťování reklamy kolem státních silnic. Reklamy mohl umisťovat na zadní straně značek, pod nimi nebo na samostatných sloupcích. Výstražné značky byly tmavomodré s bílými symboly, dálkové návěsti měly tmavomodro-bílé provedení, názvy obcí se značily ve všech obcích na trase státní silnice, které měly alespoň 5000 obyvatel. Na tento způsob značení víceméně navázala vládní nařízení z let 1935 a 1938, kterými byly dopravní značky poprvé legislativně kodifikovány.
AČR se věnuje službám motoristům, například v oblasti informatiky, prodeje mezinárodních dokumentů FIA, právní a technické pomoci motoristům.
AČR se zaměřuje i na speciální aktivity pro karavanisty, zdravotně postižené motoristy, kluby historických vozidel, značkové kluby a přípravu řidičů v autoškolách.
Angažuje se v automobilovém i motocyklovém sportu a kartingu.

## Členství v jiných subjektech
Autoklub ČR je členem těchto mezinárodních organizací:
- FIA (Fédérat. Internationale de l'Automobile)
- FIA/CIK (Commission Internationale de Karting)
- FIM (Federation Internationale de Motocyclisme)
- UEM (Union Européenne de Motocyklisme)

Autoklub ČR je zastoupen v těchto orgánech:
- Rada Ministerstva školství, mládeže a tělovýchovy pro tělesnou výchovu a sport
- Všesportovní kolegium
- Český olympijský výbor
- Rada sportovní reprezentace ČR

## Další informace
Od Autoklubu vyjeli 22. dubna 1947 cestovatelé Jiří Hanzelka a Miroslav Zikmund na výpravu Tatrou T 87 do Afriky.